# コスメティック・プレイラバー
『コスメティック・プレイラバー』は、楢島さちによるボーイズラブ漫画作品。『月刊マガジンビーボーイ』（リブレ）にて2018年1月号（2017年12月7日発売）より連載中。
スピンオフとなる『トワイライト・プレイラバー』が、同誌にて2020年11月号（10月7日発売）から2021年8月号（7月7日発売）まで、隔月で連載された。
2021年には、コミックシーモアが主催する「電子コミック大賞2021」でBL部門賞を受賞した。2024年7月現在、シリーズ累計発行部数は100万部を超えている。
2024年にはフジテレビにてテレビドラマが放送された。

## あらすじ
美容部員の棗は、生意気なイケメン後輩佐橋に秘密の片思いを知られて脅され、彼のセフレになってしまう。しかし、ある時佐橋が本気になって、キスしてきた。

## 登場人物
間宮 棗（まみや なつめ）
まじめな美容部員。仕事熱心な頑張り屋。
佐橋 斗真（さはし とうま）
有能だが生意気な美容部員、元モデル。棗の後輩で、棗と「ペア売り」をしている。
南条 敦（なんじょう あつし）
関西弁のメイクアップアーティスト。陽気でチャラい。
小坂 伊織（こさか いおり）
南条の高校時代の同級生で現在のセフレ。
柿崎 圭吾（かきざき けいご）
美晴百貨店の外商担当。棗の因縁の相手。
西園寺 幸人（さいおんじ ゆきと）
財閥の御曹司、ワイナリー「YUKITO」のオーナー。

## 書誌情報
- 楢島さち 『コスメティック・プレイラバー』 リブレ〈BE×BOY COMICS DELUXE〉、既刊9巻（2024年9月10日現在）
  1. 2018年8月9日発売[7]、ISBN 978-4-7997-3963-1
  2. 2019年4月10日発売[8]、ISBN 978-4-7997-4286-0
  3. 2019年12月10日発売[9]、ISBN 978-4-7997-4597-7
  4. 2020年8月11日発売[10]、ISBN 978-4-7997-4889-3
  5. 2021年4月9日発売[11]、ISBN 978-4-7997-5210-4
  6. 2022年5月10日発売[12]、ISBN 978-4-7997-5717-8
  7. 2023年1月10日発売[13]、ISBN 978-4-7997-6098-7
  8. 2024年2月8日発売[14]、ISBN 978-4-7997-6608-8
  9. 2024年9月10日発売[15]、ISBN 978-4-7997-6877-8
- 楢島さち 『トワイライト・プレイラバー』 リブレ〈BE×BOY COMICS DELUXE〉、2021年8月10日発売[16]、ISBN 978-4-7997-5371-2

## ドラマCD
第1弾（規格品番：MESC-0329）が2021年11月26日に、第2弾（規格品番：MESC-0342）が2024年5月31日に、マリン・エンタテインメントより発売された。

### キャスト
- 佐橋斗真 - 伊東健人[17][18]
- 間宮棗 - 小林千晃[17][18]
- 南条敦 - 野津山幸宏[18]
- 柿崎圭吾 - 高塚智人[17]
- 田之内 - 大野智敬[17][18]

## テレビドラマ
2024年8月6日（5日深夜）から8月27日（26日深夜）までフジテレビの「Mナイト」にて放送された。主演は奥野壮と豊田裕大。

### キャスト
- 間宮棗：奥野壮[20]
- 佐橋斗真：豊田裕大[20]
- 南条敦：曽野舜太[20]
- 佐橋天真：押田岳[20]
- 原田：星南のぞみ[20]
- 相沢：工藤綾乃[20]
- 春川汰一：米村知希[20]
- 田之内：中村優一[20]
- 柿崎圭吾：堀海登[21]
- 弓原リサ：杉浦楓香[21]

### スタッフ
- 原作 - 楢島さち[5]
- 監督 - 進藤丈広[5]
- 脚本 - 金杉弘子[5]
- 音楽 - 遠藤浩二[5]
- 主題歌 - 浦島坂田船「ワガママOnly Mine」[22]
- 制作プロダクション：ビデオプランニング[5]
- 製作 - NBCユニバーサル・エンターテイメント[5]

### 放送日程
| 話数  | 放送日  | タイトル                       |
| ----- | ------- | ------------------------------ |
| 第1話 | 8月06日 | 俺、本気になっていいですか？   |
| 第2話 | 8月06日 | ピアスの意味を上書きさせて     |
| 第3話 | 8月13日 | 結構、ズルいねんな             |
| 第4話 | 8月13日 | すれ違いの生活…W王子の解散！？ |
| 第5話 | 8月20日 | ザラつく心の処方箋             |
| 第6話 | 8月20日 | 愛しさが募る新生活             |
| 第7話 | 8月27日 | 花火と約束                     |
| 第8話 | 8月27日 | 本気の勝負は恋人と。           |

### 放送局
| 放送期間               | 放送時間                                                                                  | 放送局     | 対象地域 | 備考 |
| ---------------------- | ----------------------------------------------------------------------------------------- | ---------- | -------- | ---- |
| 2024年8月6日 - 8月27日 | 火曜 3:00 - （1・2話） 火曜 3:25 - （3・4話） 火曜 2:55 - （5・6話、7・8話） （月曜深夜） | フジテレビ |          |      |

### ネット配信
| 配信開始月 | 配信サイト | 配信料金 | 備考       |
| ---------- | ---------- | -------- | ---------- |
| 2024年8月  | TVer       | 無料     | 見逃し配信 |
| 2024年8月  | FOD        | 無料     | 見逃し配信 |